# Darfield (South Yorkshire)
Darfield – wieś w Anglii, w hrabstwie ceremonialnym South Yorkshire, w dystrykcie metropolitalnym Barnsley. Leży 18 km na północ od miasta Sheffield i 241 km na północ od Londynu. Miejscowość liczy 8066 mieszkańców.